# João Bosco
Pour les articles homonymes, voir Bosco.
João Bosco de Freitas Mucci, plus connu sous le nom de João Bosco, (né le 13 juillet 1946 à Ponte Nova, Brésil) est un chanteur, guitariste et compositeur brésilien.

## Biographie
De père libanais, João Bosco commence à jouer de la guitare à l'âge de douze ans, encouragé par une famille de musiciens. Ses premières influences ont été Ângela Maria, Cauby Peixoto, Elvis Presley et Little Richard.
Il intègre le groupe X-Gare (inspirée de la chanson "She's got it" de Richard).
Quelques années plus tard, il entre à Escola de Minas (pt) d'Ouro Preto pour y suivre des études d'Ingénieur civil. Sans délaisser ses études, il se consacre à sa carrière musicale, principalement influencé par le jazz, la bossa nova et le tropicalisme.
C'est à Ouro Preto, en 1967, dans la maison du peintre Carlos Scliar (pt), qu'il connut Vinícius de Moraes, avec lequel il a composé, entre autres, Rosa-dos-ventos, Samba do Pouso et O mergulhador.
En 1970 il rencontre Aldir Blanc, avec lequel il a composé une centaine de chansons, parmi lesquelles O mestre sala dos mares, O bêbado e a equilibrista, Bala com bala, Kid cavaquinho, Caça à raposa, Falso brilhante, O rancho da goiabada, De frente pro crime, Fantasia, Bodas de prata, Latin Lover, O ronco da cuíca, Corsário.
Une de ses caractéristiques est la fusion de divers styles, preuve de son inventivité.

## Discographie
Que ce soit en chant, guitare, violon et autres instruments, la discographie de Jõão Bosco est prolifique.
Quelques exemples :
- 1973 - João Bosco (álbum) (pt)
- 1982 - Comissão de Frente (album)
- 1986 - Cabeça de Nego
- 2000 - Na Esquina (pt)
- 2012 - 40 Anos Depois (CD e DVD)